# Francesco Morone
Francesco Morone (Verona, 1471-Verona, 16 de mayo de 1529) fue un pintor italiano. 

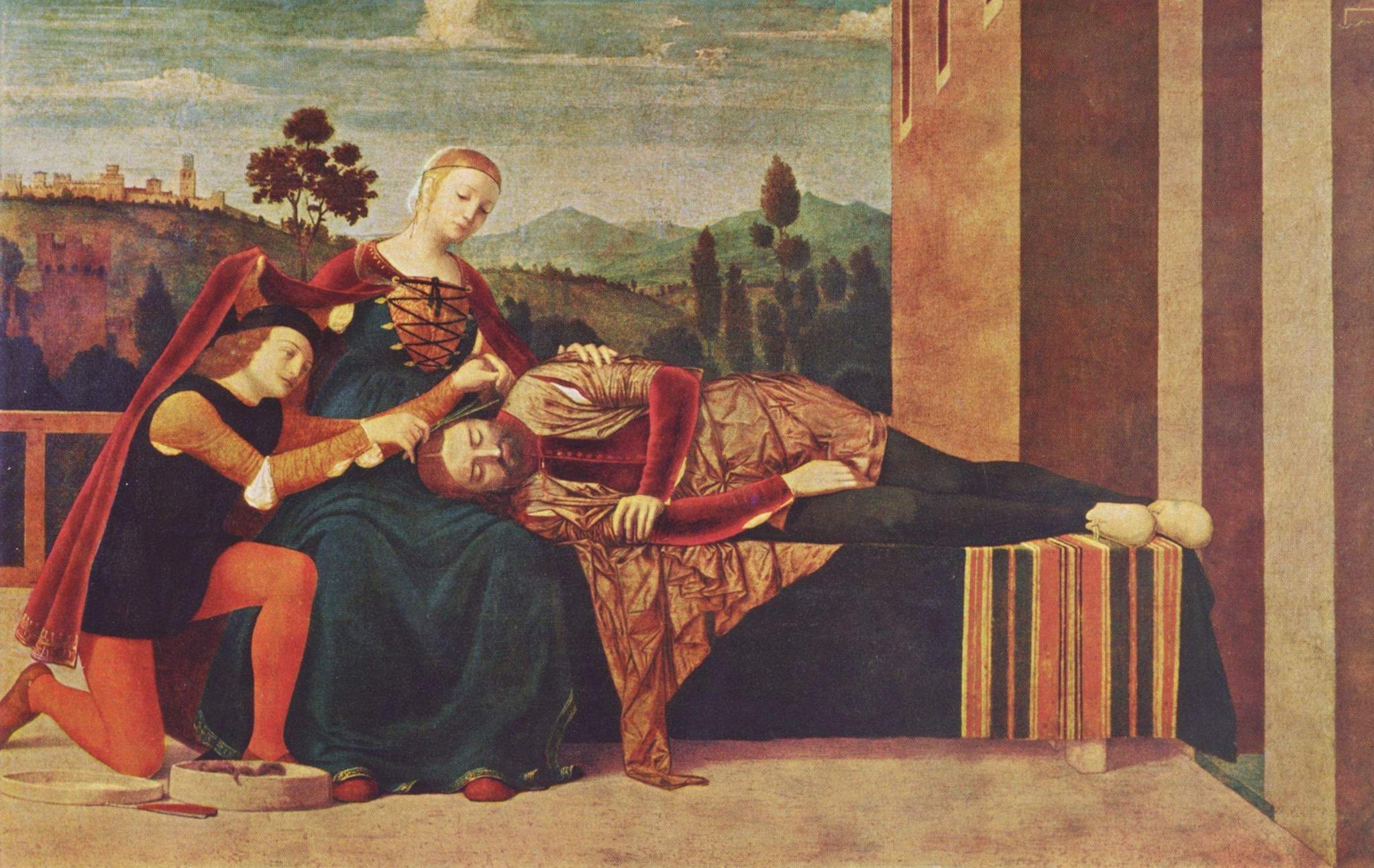
Morone: Sansón y Dalila. Milán, Museo Poldi Pezzoli.

Hijo y alumno de Domenico Morone, aparte de su padre, recibió la influencia del estilo de Giovanni Bellini, Antonello da Messina y Andrea Mantegna, come es evidente en la Crucifixión (1498) de la iglesia de San Bernardino en Verona. En los años del cambio de siglo su estilo se fue haciendo más dulce, adquiriendo un vago aire leonardesco al estilo de Francesco Bonsignori (así se aprecia en las dos versiones de su Virgen con el Niño de la Pinacoteca de Brera de Milán y de la National Gallery de Londres, en el Sansón y Dalila del Museo Poldi Pezzoli o en los frescos de Santa Chiara en Verona).